# Закон України «Про Національну поліцію»
Закон України «Про Національну поліцію» — Закон, що визначає правові засади організації та діяльності Національної поліції України, статус поліцейських, а також порядок проходження служби в Національній поліції України. Прийнятий 2 липня 2015 року, набрав чинності 7 листопада 2015 року.
Закон прийнятий у рамках реформування системи Міністерства внутрішніх справ України, що передбачена Концепцією першочергових заходів з реформування системи МВС та Стратегією розвитку органів внутрішніх справ.
Після Революції гідності, за даними Інституту соціології Національної академії наук, рівень довіри до правоохоронних органів знизився до 0,8 відсотка. Під час активізації сепаратизму на Донбасі у 2014 році близько 17 тисяч співробітників міліції зрадили Українському народу і перейшли на бік терористів.
У таких умовах Закон прийнято з метою створення Національної поліції в Україні — органу виконавчої влади, який служитиме суспільству і призначений для охорони прав і свобод людини, протидії злочинності, підтримання публічного порядку та громадської безпеки.
День підписання Закону Президентом став професійним святом — Днем Національної поліції, проте згодом професійне свято перенесли на 4 липня.

## Законопроєкти
Закон України «Про міліцію», прийнятий в кінці 1990 року, залишався чинним чверть століття.
Саме слово «міліція» є рудиментом радянської епохи і означає «озброєне народне ополчення». МВС вважає, що професійний державний орган, покликаний забезпечити правопорядок, уникаючи каральних функцій, повинен називатися поліцією.
Перейменування органу тягне за собою прийняття нового закону. В різні роки з'являлися декілька законопроєктів. Деякі з них орієнтувалися на подібну за змістом реформу, проведену в Росії.
| № і дата реєстрації проєкту                                          | Назва                                | Автор(и) | Результат   |
| -------------------------------------------------------------------- | ------------------------------------ | --- | ----------- |
| 4199 від 13.03.2009 [Архівовано 1 грудня 2020 у Wayback Machine.]    | Про місцеву поліцію                  | Матвієнко А. С. | Не прийнято |
| 10688 від 03.07.2012 [Архівовано 1 грудня 2020 у Wayback Machine.]   | Про поліцію                          | Грицак В. М., Коновалюк В. І. | Відкликано  |
| 4276а від 10.07.2014 [Архівовано 28 січня 2017 у Wayback Machine.]   | Про муніципальну поліцію             | Катеринчук М. Д., Шаповалов В. Г., Толстокоров В. О., Мулкахайнен А. Г., Дмитрів Ю. А., Галайчук В. С., Александров О. В. | Відкликано  |
| 1692 від 12.01.2015 [Архівовано 6 липня 2015 у Wayback Machine.]     | Про Національну поліцію              | Луценко Ю. В. | Відкликано  |
| 1692-1 від 27.01.2015 [Архівовано 11 червня 2016 у Wayback Machine.] | Про поліцію і поліцейську діяльність | Чумак В. В., Сироїд О. І., Сотник О. С., Костенко П. П., Луценко І. В., Сидорович Р. М., Купрій В. М., Банчук О., Бєлоусов Ю., Грибан П., Коваленко С., Коліушко І. Б., Лобойко Л., Малишев Б., Пивоваров В., Романов Р., Симоненко З., Хавронюк М. І., Цапок ΝΝ, Швець С. | Відкликано  |

Урядовий законопроєкт № 2822 від 13.05.2015 [Архівовано 21 серпня 2015 у Wayback Machine.], підтриманий міністром внутрішніх справ Арсеном Аваковим та Прем'єр-міністром Арсенієм Яценюком, прийнято за основу 21 травня, а в цілому — 2 липня 2015 року. Закон підписаний Президентом Петром Порошенком на зустрічі з новими патрульними поліцейськими 4 серпня 2015 року. Таким чином, між прийняттям і підписанням Закону минуло більше місяця.

## Структура
Прийнятий Закон складається зі 105 статей в одинадцяти розділах:
Розділ I. Загальні положення
Розділ II. Принципи діяльності поліції
Розділ III. Система поліції та статус поліцейських
Розділ IV. Повноваження поліції
Розділ V. Поліцейські заходи
Розділ VI. Добір на посаду поліцейського
Розділ VII. Загальні засади проходження служби в поліції
Розділ VIII. Громадський контроль поліції
Розділ IX. Соціальний захист поліцейських
Розділ X. Фінансове та матеріально-технічне забезпечення поліції
Розділ XI. Прикінцеві та перехідні положення.

## Набрання чинності
Закон набрав чинності через три місяці з дня, наступного за днем його опублікування (що відбулося 6 серпня 2015 року — тобто з 7 листопада 2015 року), крім окремих перехідних положень, які набирають чинності з дня, наступного за днем його опублікування.
Положення щодо вимог до керівників поліції, її територіальних органів, набрали чинності з 1 січня 2017 року.
Щодо поліцейських підрозділів патрульної поліції в місті Києві Закон набрав чинності з дня його опублікування.
Щодо поліцейських підрозділів патрульної поліції в містах Одесі та Львові Закон набрав чинності з 20 серпня 2015 року.
Закон України «Про міліцію» втратив чинність з 7 листопада 2015 року.